# Каникулы в Простоквашино
«Каникулы в Простоквашино» — советский мультипликационный фильм 1980 года, вторая часть трилогии о деревне Простоквашино. Создан по мотивам повести Эдуарда Успенского «Дядя Фёдор, пёс и кот».

## Сюжет
На следующее лето кот Матроскин и пёс Шарик по-прежнему живут самостоятельно. Матроскин ведёт хозяйство и молоком от коровы заполнил всю посуду в доме, включая умывальник. Шарик ругает за это Матроскина, но в ответ получает замечание, что сам он никаким полезным делом не занимается, и, чтобы доказать, что он не бездельник, берёт ружьё и отправляется на охоту.
Тем временем в городе спокойную размеренную обстановку нарушает Мама. Она требует отпуска и поездки на курорт, потому что она устала от домашних дел. К тому же, ей некуда надеть четыре новых вечерних платья. Дядя Фёдор и Папа пытаются уговорить её поехать не на курорт, а в Простоквашино, но Мама наотрез отказывается и настаивает на своём.
На следующий день Дядя Фёдор с Мамой и Папой на вокзале ожидают посадки на поезд Москва-Сочи. Дядя Фёдор (вместе с Галчонком, который уже присоединился на вокзале) решает уклониться от поездки на море и садится в электричку до Простоквашино. Из окна мчащегося вагона он успевает сказать, что с ним всё будет хорошо. Мама расстроилась, но Папа посчитал, что так для него будет лучше, и родители все равно отправляются на курорт.
Шарик идёт на охоту. Ему встречается почтальон Печкин и предлагает его подвезти. На вопрос Печкина, умеет ли он стрелять, Шарик демонстрирует свою меткость, выстрелив в брошенную почтальоном вверх шапку, но из-за отдачи падает в реку и уходит на самое дно. Проплывавший Бобр советует Шарику бросить ружьё, но Шарик отказывается, потому что боится реакции Матроскина, ведь «за ружьё деньги плачены», а его жизнь — «бесплатная».
Тем временем в деревню прибывает Дядя Фёдор, и Матроскин очень рад его приезду и возможности заготовить с ним больше кормов для коровы Мурки. А Шарик, которого вытащил из реки и принёс домой Бобр, страдает от невостребованности. Матроскин во время очередного чаепития шутя придумывает Шарику «полезное» занятие — запрячь его в телегу и возить на нём на базар молоко. Но Дядя Фёдор предлагает более разумное решение: попросить в письме родителей купить и прислать Шарику фоторужьё — «это и охота, и зверей убивать не надо».
В один из дней пребывания на Чёрном море родители Дяди Фёдора сидят на шезлонгах у моря. Папа беспокоится, что мальчику может быть без них плохо и предлагает поехать в Простоквашино. Но мама считает наоборот — что ему без них как раз хорошо, благодаря коту Матроскину, и у неё не «выгуляны» ещё два вечерних платья.
В это же время в Простоквашино ранним утром у дойной коровы Мурки неожиданно рождается телёнок, которого назвали Гаврюшей. Кота это очень вдохновило. Спор между Шариком и Матроскиным относительно того, кому должен принадлежать телёнок, показал их различное понимание природы права собственности на получаемые от коровы продукты, и уладить его удалось только напоминанием Дяди Фёдора о том, что корову пора выкупать из проката.
Шарик взялся дрессировать телёнка, и у него это хорошо получается, начиная с команд «Ко мне!», «Лежать!» и «Голос!». Далее Шарик замечает наблюдающего за ними Печкина и травит на него Гаврюшу, скомандовав «Взять!». Однако, после того как телёнок бодает почтальона, выясняется, что тот принёс посылку. Получить её оказалось непросто, потому что Печкин требовал от друзей документы. Матроскин сказал, что документы у него — «усы, лапы и хвост», но Печкина это не устроило.
Так и не получив посылку, герои придумывают хитроумный план. При следующем визите Печкина они приглашают его на чай, и когда тот собирается съесть очередную конфету, галчонок выхватывает её, чтобы Игорь Иванович пустился в погоню и оставил без присмотра посылку. Матроскин меняет ему ящик на точно такой же. Недовольный Печкин возвращается, забирает ящик и уходит. Дядя Фёдор распаковывает посылку и дарит Шарику заветное фоторужьё, а сам читает письмо от родителей.
Свое первое фото Шарик делает после долгой и утомительной погони за Зайцем, которого удалось снять, только когда он добежал до дома и заскочил на руки Дяде Фёдору. А тут как раз приехали родители, отдохнувшие у Чёрного моря. Тут же пришёл и Печкин. Он вновь пытается идти на конфликт и жалуется, что ему прострелили шапку, но Матроскин дарит ему сшитую своими руками бескозырку. Печкину бескозырка очень понравилась, он даже вообразил себя сотрудником морской почты.
В финале Шарик фотографирует Печкина с помощью фоторужья, Дядя Фёдор катается на Гаврюше, а Папа и кот Матроскин копают огород. Погуляв по окрестным лугам и собрав букет полевых цветов, Мама признаётся, что если бы у неё была вторая жизнь, то она провела бы её в Простоквашино.

## Создатели
| Автор сценария         | Эдуард Успенский |
| Режиссёр               | Владимир Попов |
| Композитор             | Евгений Крылатов |
| Художники-постановщики | Левон Хачатрян, Аркадий Шер |
| Оператор               | Кабул Расулов |
| Звукооператор          | Борис Фильчиков |
| Монтажёр               | Наталия Степанцева |
| Художники:             | Эльвира Маслова, Рената Миренкова, Марина Рогова, Наталия Богомолова, Юрий Кузюрин, Владимир Вышегородцев, Марина Восканьянц, Сергей Маракасов, Ирина Светлица, Дмитрий Анпилов |
| Роли озвучивали:       | Мария Виноградова — Дядя Фёдор, Олег Табаков — кот Матроскин, Лев Дуров — пёс Шарик, Борис Новиков — Игорь Иванович Печкин (почтальон), Валентина Талызина — мама Дяди Фёдора (в книге — Римма), Герман Качин — папа Дяди Фёдора (в книге — Дмитрий), Зинаида Нарышкина — галчонок (в книге — Хватайка) / голос диспетчера на вокзале, Георгий Вицин — Бобр (в титрах не указан) |
| Редактор               | Раиса Фричинская |
| Ассистенты:            | Зинаида Плеханова, Людмила Крутовская |
| Директор картины       | Любовь Бутырина |